# Sherman Otis Houghton
Pour les articles homonymes, voir Houghton.
Sherman Otis Houghton (10 avril 1828 – 31 août 1914) était un homme politique américain qui vécut en Californie.

## Biographie
Houghton devint chercheur d'or pendant la ruée vers l'or en Californie, après six mois de prospection, il partit à San José et entreprit diverses activités commerciales. Il fut greffier de la cour suprême de Californie en 1854 et fut élu au conseil municipal de San José. Il fut élu quatrième maire de San José et occupa sa fonction de 1855 à 1856.